# Ван Пиблз, Мандела
Манде́ла Ма́ли Ван Пи‌блз (англ. Mandela Mali Van Peebles; род. 4 июня 1994, Лос-Анджелес, Калифорния, США) — американский актёр и продюсер, сын актёра и режиссёра Марио Ван Пиблза.
Известен по ролям Митча в фильме ужасов «Пила 8» (2017) и Мориса Миллера в телесериале «Вампир Реджинальд» (2022—2024).

## Биография
Мандела родился 4 июня 1994 года в Лос-Анджелесе в штате Калифорния, США. Он был назван в честь южноафриканского политика Нельсона Манделы.
В мае 2016 года Мандела поступил в Университет Лойола Мэримаунт.

## Карьера
Дебют Манделы в кино состоялся в 1999 году, когда он исполнил главную роль Марли Пейна в научно-фантастическом боевике «Судный день».
В 2003 году Мандела исполнил эпизодическую роль ангела-музы в драматическом биографическом фильме своего отца «Мерзавец».
В 2017 году Мандела исполнил одну из главных ролей Митча в фильме ужасов «Пила 8», которая сделала его популярным.
В 2022 году Мандела исполнил главную роль Мориса Миллера в комедийном телесериале от телеканала Syfy «Вампир Реджинальд». В 2024 году сериал был закрыт после двух сезонов.

## Личная жизнь
Мандела является сыном актёра и режиссёра  Марио Ван Пиблза  и его жены, писательницы  Читры Суху Ван Пиблз  и внуком актёра и композитора  Мелвина Ван Пиблза.
У Манделы есть старший брат  Макайло  и три младшие сестры:  Марли, Майя и  Моргана.

## Фильмография

### Актёр
| Год       |     | Русское название                                    | Оригинальное название         | Роль              |
| --------- | --- | --------------------------------------------------- | ----------------------------- | ----------------- |
| 1999      | в   | Судный день                                         | Judgment Day                  | Марли Пейн        |
| 2003      | ф   | Мерзавец                                            | Baadasssss!                   | ангел-муза        |
| 2009      | кор | Принесите свою игру на пятёрку                      | Bring Your 'A' Game           | виртуальный игрок |
| 2012      | ф   | Мы – вечеринка                                      | We the Party                  | Хендрикс          |
| 2012      | в   | Американский боевой корабль                         | American Warships             | Данбар            |
| 2016      | с   | Корни                                               | Roots                         | Ноа               |
| 2017      | ф   | Пила 8                                              | Jigsaw                        | Митч              |
| 2018      | тф  | Карма                                               | Karma                         | Мэнни Эверетт     |
| 2019      | ф   | Лимб                                                | Limbo                         | Сэм               |
| 2019      | ф   | Идеальная мишень                                    | A Clear Shot                  | Шон               |
| 2021      | тф  | Соль и перец                                        | Salt-N-Pepa                   | Тремейн           |
| 2021      | с   | Власть в ночном городе. Книга третья: Юность Кэнена | Power Book III: Raising Kanan | Вэннаб Хастлер    |
| 2021      | с   | Мэр Кингстауна                                      | Mayor of Kingstown            | Сэм               |
| 2021—2023 | с   | Wu-Tang: Американская сага                          | Wu-Tang: An American Saga     | 9-й принц/Шэнк    |
| 2024      | ф   | Отряд преступников                                  | Outlaw Posse                  | Деккер            |
| 2022—2024 | с   | Вампир Реджинальд                                   | Reginald the Vampire          | Морис Миллер      |

### Продюсер
| Год  | Название    | Ориг. название | Должность               |
| Год  | Название    | Ориг. название | Исполнительный продюсер |
| ---- | ----------- | -------------- | ----------------------- |
| 2018 | Вооружённый | Armed          | Да                      |